# Agustín Eyzaguirre
Agustín Manuel de Eyzaguirre Arechavala (Santiago del Cile, 3 maggio 1768 – Santiago del Cile, 19 luglio 1837) è stato un politico e patriota cileno.
Fu presidente provvisorio del Cile dal 9 settembre 1826 al 25 gennaio 1827.
Membro del cabildo del 1810 e della Giunta governativa nel 1813, dopo la sconfitta di Rancagua fu catturato dagli spagnoli e confinato nell'arcipelago di Juan Fernández (1814). Tornato in Cile, diresse la compagnia di Calcutta. Dopo le dimissioni del Directór Supremo Ramón Freire Serrano (9 luglio 1826), fu eletto vicepresidente della Repubblica con il presidente provvisorio Manuel Blanco Encalada. Dimessosi Blanco Encalada il 9 settembre dello stesso anno, Eyzaguirre divenne presidente della Repubblica ma, incapace di risolvere la crisi dello Stato, sconvolto dalla guerra civile tra conservatori e liberali, fu deposto nel gennaio 1827 dalla rivolta liberale di Santiago, e sostituito il 25 dello stesso mese dal generale Freire.